# 장순아목
장순아목(Thyreophora, 裝盾亞目)는 스테고사우루스가 속하는 검룡류(Stegosauria)와 갑옷공룡류인 곡룡류(Ankylosauria)등을 포함하는 분류군이다. 검룡류와 곡룡류의 조상으로 여겨지는 스쿠텔로사우르스(Scutellosaurus) 등은 아마도 장순아목에 포함될 것으로 생각된다.